# Philips Open 1991
Il Philips Open 1991 è stato un torneo di tennis giocato sulla terra rossa. È stata la 1ª edizione del torneo che fa parte della categoria ATP World Series nell'ambito dell'ATP Tour 1991. Si è giocato a Guarujá in Brasile su campi in terra rossa dal 21 al 28 ottobre 1991.

## Campioni

### Singolare maschile
Javier Frana ha battuto in finale  Markus Zoecke con il punteggio di 2–6, 7–6(1), 6–3.

### Doppio maschile
Jacco Eltingh /  Paul Haarhuis hanno battuto in finale  Bret Garnett /  Todd Nelson con il punteggio di 6–3, 7–5.